# 鐵皮鼓 (電影)

电影海报

《铁皮鼓》（德語：Die Blechtrommel）是1979年改编自君特·格拉斯的同名小说的电影，由沃克·施隆多夫执导，剧本由讓-克洛德·卡里埃和弗朗茨·塞茨共同编写。它由马里奥·阿多夫、安吉拉·温克勒、丹尼尔·奥尔布里奇斯基、凯瑟琳娜·塔尔巴赫、查尔斯·阿兹纳沃尔和大卫·本内特主演，饰演奥斯卡·马策拉特，一个故意阻止自己身体发育的小男孩，即使在他进入时仍留在孩子的身体里成年。
这部电影是一部带有魔幻现实主义元素的黑暗喜剧战争剧，讲述了居住在但泽的早熟儿童奥斯卡的故事，他拥有看似超自然的能力。他蔑视周围的成年人，并亲眼目睹了他们残忍的潜力，首先是通过纳粹党的崛起，然后是随后的战争。标题指的是奥斯卡的玩具鼓，每当他不高兴或不高兴时，他都会大声播放。这部德语电影是由西德、法国和南斯拉夫公司联合制作的。
这部电影在1979年戛纳电影节上获得了金棕榈奖，并在西德获得了重大的财务收益，并获得了德国电影奖最佳小说奖。它在国际上受到更多争议，成为爱尔兰、加拿大和美国审查活动的目标。尽管声名狼藉，这部电影还是在1980年的奥斯卡颁奖典礼上获得了最佳外语片奖。2003年，《纽约时报》将这部电影列入其史上最佳1000部电影名单。